# 元略 (東平王)
元略（486年—528年5月17日），字儁興，河南郡洛阳县（今河南省洛阳市东）人，追尊魏景穆帝拓跋晃曾孙，司徒公、中山献武王元英第四子，北魏宗室、官员。
他在兄長元熙發動兵變失敗後，曾一度逃難至南梁，後來在北魏孝明帝向梁武帝交涉下得以回國。孝明帝之母靈太后重用元略，但史稱元略未有對北魏作出重大貢獻。528年，元略在尒朱榮發動的河陰之變中被殺。

## 生平
元英在世時，認為世子元熙脾氣浮躁，對家族構成威脅，常常考慮改立元略為嗣子。元略堅持不肯取代兄長，使元英打消念頭。
魏孝明帝在位時，元略和兄長元熙及弟弟元纂都與靈太后所寵幸的清河王元懌關係良好。正光元年（520年）七月，侍中元乂與宦官劉騰合謀，誣稱元懌謀反而處死他。元熙得到消息後立刻起兵討伐元乂，但失敗。元熙與弟弟元誘、元纂，以及兒子元景獻、元仲獻、元叔獻皆被斬首。
在元熙起兵前，元略剛被元乂從黃門侍郎貶為懷朔鎮副將。當元略知道元熙兵敗後，便偷偷逃到河內郡，與舊相識司馬始賓一起前往上黨屯留，投靠栗法光。此後，元略又投靠西河太守刁雙，在那裏待了一年。元略害怕北魏朝廷追捕，堅持要刁雙送他到南梁，於是刁雙派從子刁昌護送元略到江南。刁雙在洛陽任職的族兄刁整被元乂誣告，指他協助元略逃走。因御史王基等人相救，刁整才沒有被定罪。
元略在抵達江南後，受到梁武帝的禮待。梁武帝封元略為中山王、宣城太守。
525年，另一位北魏宗室、徐州刺史元法僧因害怕元乂會對自己不利，佔據城池反叛北魏。梁武帝任命元略為大都督，前往接應。北魏派安樂王元鑒討伐元法僧，在彭城外圍遇上前來助戰的元略。元略大敗，僅帶數十騎兵入城，但元法僧很快便趁元鑒的部隊準備不足而殲滅了他的軍隊，元鑒隻身逃回洛陽。兩人趕走北魏軍隊後，梁武帝把二人一同召回建康。元略在江南，一直記着自己家人所受的禍害，早晚哭泣，又像居喪一樣生活。此外，元略對元法僧的為人相當厭惡，因此跟他說話時從來不笑。
第二年（526年），梁武帝任命元略為衡州刺史，但在元略赴任前，豫章王蕭綜發現自己身世後投降北魏，其為數約五千人的部下（包括當時在蕭綜部隊任職司馬的數學家祖暅）全部成為北魏俘虜。這時元乂已被處死，靈太后得知元略在江南逃難的事，決定把蕭綜的部下都放回南梁，並吩咐他們向梁武帝轉達迎回元略的意願。梁武帝於是準備厚禮，送元略渡過淮河，回歸北魏。北魏改封元略為義陽王，又任命他為侍中。曾營救他的司馬始賓、栗法光、刁雙和刁昌皆加官進爵。元略沿路每在一處停留，朝廷都給他賞賜。
因元略曾得梁武帝善待，先前被北魏收留的南齐皇子萧宝夤担心元略受梁武帝之托寻事由诛杀自己，最终作乱，被杀。
不久，元略改封東平王，後轉任尚書令。終孝明帝一朝，元略都受靈太后重用，與另一宗室元徽相若。史書稱元略建樹不多，雖然當時國內多事，元略也只是盡其本份而已。
528年，孝明帝暴斃，相傳他被母親靈太后所殺。尒朱榮以討伐靈太后為名，攻入洛陽，把靈太后沉入河中。不久，他就把包括元略在內的重要大臣全部殺死，是為河陰之變。以孝莊帝為首的北魏朝廷追贈元略太保、司空、徐州刺史等官職，以及諡號文貞。
據史書記載，尒朱榮是元略的姑丈，但元略輕視、忽略他，又跟靈太后所親近的大臣鄭儼、徐紇交好，因此尒朱榮對元略懷恨在心。

## 家庭

### 兄弟姐妹
- 元攸，北魏东宫洗马
- 元熙，北魏安西将军、相州刺史、中山文庄王
- 元诱，北魏持节、左将军、南秦州刺史、都昌恭惠公
- 元纂，北魏司徒祭酒，安平景公
- 元义兴，北魏辅国将军、通直散骑常侍、武邑王
- 饶安公主，嫁刁宣

### 夫人
- 卢真心，出自范阳卢氏北祖第四房，北魏光禄大夫、赠散骑常侍、使持节、都督青州诸军事、安东将军、青州刺史盧尚之之女

### 子女
- 元景式，东魏北广平郡太守、东平王
- 元摩利，长女
- 元足華，次女
- 元定華，三女

## 墓誌
元略的墓誌在其被殺當年的七月十八日（公元528年8月18日）建，介紹了其生平及家庭成員。1919年，此墓誌於洛陽北面的安駕溝出土。與同時代的墓誌一樣，《元略墓誌》被認為是有書法參考價值的文物。墓誌現存於遼寧省博物館。